# María Raquel Adler
María Raquel Adler (fallecida en 1974) fue una poetisa argentina. La fecha de su nacimiento viene dada de forma diferente según las fuentes: 1901, 1904 o 1910. En lo que se refiere a su obra, resulta ante todo de inspiración mística y religiosa.
Integró la comisión directiva de la Sociedad Argentina de Escritores entre 1934 y 1938.

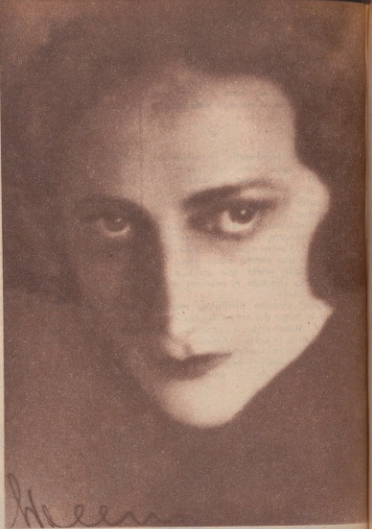
María Raquel Adler, poeta argentina.

También fue parte de la Asociación de Escritoras y Publicistas Católicas (ASESCA), fundada en diciembre de 1939. Un grupo de destacadas escritoras, entre otras Sara Mackintach, Sara Montes de Oca de Cárdenas y Lucrecia Sáenz Quesada de Sáenz, [cita requerida]se reunieron en la que entonces era la Abadía de San Benito, en el barrio porteño de Palermo, y con el asesoramiento y la bendición del abad Andrés de Azcárate OSB. Al grupo inicial se fue uniendo un núcleo calificado de escritoras, entre las que además de María Raquel Adler figuraron las señoras Delfina Bunge de Gálvez, Concepción Solveyra de Victorica y las señoritas Magdalena Fragueiro Olivera, Cornelia Groussac, Mercedes y Josefina Molina Anchorena, Sofía y Esther Sierra Victorica y Angélica Felisa Fuselli.

## Obras
- Revelación (1922)
- Místicas (1923)
- Cantos de Raquel (1925)
- La divina tortura (1927)
- De Israel a Cristo (1933)